# Jutta Neumann (Leichtathletin)
Jutta Neumann (geb. Krüger; * 22. August 1932 in Berlin-Lankwitz) ist eine ehemalige deutsche Speerwerferin.
Bei den Olympischen Spielen 1952 in Helsinki wurde sie Achte (44,30 m) und bei den Leichtathletik-Europameisterschaften 1954 in Bern Vierte (47,39 m). 1958 gewann sie bei den Europameisterschaften in Stockholm Bronze mit 50,50 m.
1952, 1954 und 1958 wurde sie Deutsche Meisterin. Ihre persönliche Bestleistung von 54,66 m stellte sie am 22. Juni 1958 in Berlin auf.
Neumann gehörte zunächst dem Sportverein SSC Südwest Berlin an, später dem OSC Berlin. Bis 1956 startete sie unter dem Namen Jutta Krüger. In ihrer aktiven Zeit war sie 1,72 m groß und wog 67 kg.